# Scandicinae
Sous-tribu
Les Scandicinae sont une sous-tribu de plantes à fleurs de la sous-famille des Apioideae dans la famille des Apiaceae.

## Nom
La sous-tribu des Scandicinae est décrite en 1834 par le botaniste tchèque Ignaz Friedrich Tausch.

## Liste des genres
La sous-tribu des Scandicinae comprend les genres suivants selon NCBI en 2020 :
| - Anthriscus - Athamanta - Balansaea - Chaerophyllopsis - Chaerophyllum - Conopodium | - Geocaryum - Kozlovia - Krasnovia - Myrrhis - Neoconopodium - Oreomyrrhis | - Osmorhiza - Physocaulis - Scandix - Sphallerocarpus - Tinguarra - Todaroa |

Certains genres un temps classés dans la sous-tribu des Scandicinae ont depuis été déplacés ailleurs : Changium et Chuanminshen dans la tribu des Komarovieae,, Dorema et Schumannia dans la sous-tribu des Ferulinae,.